# Ognissanti

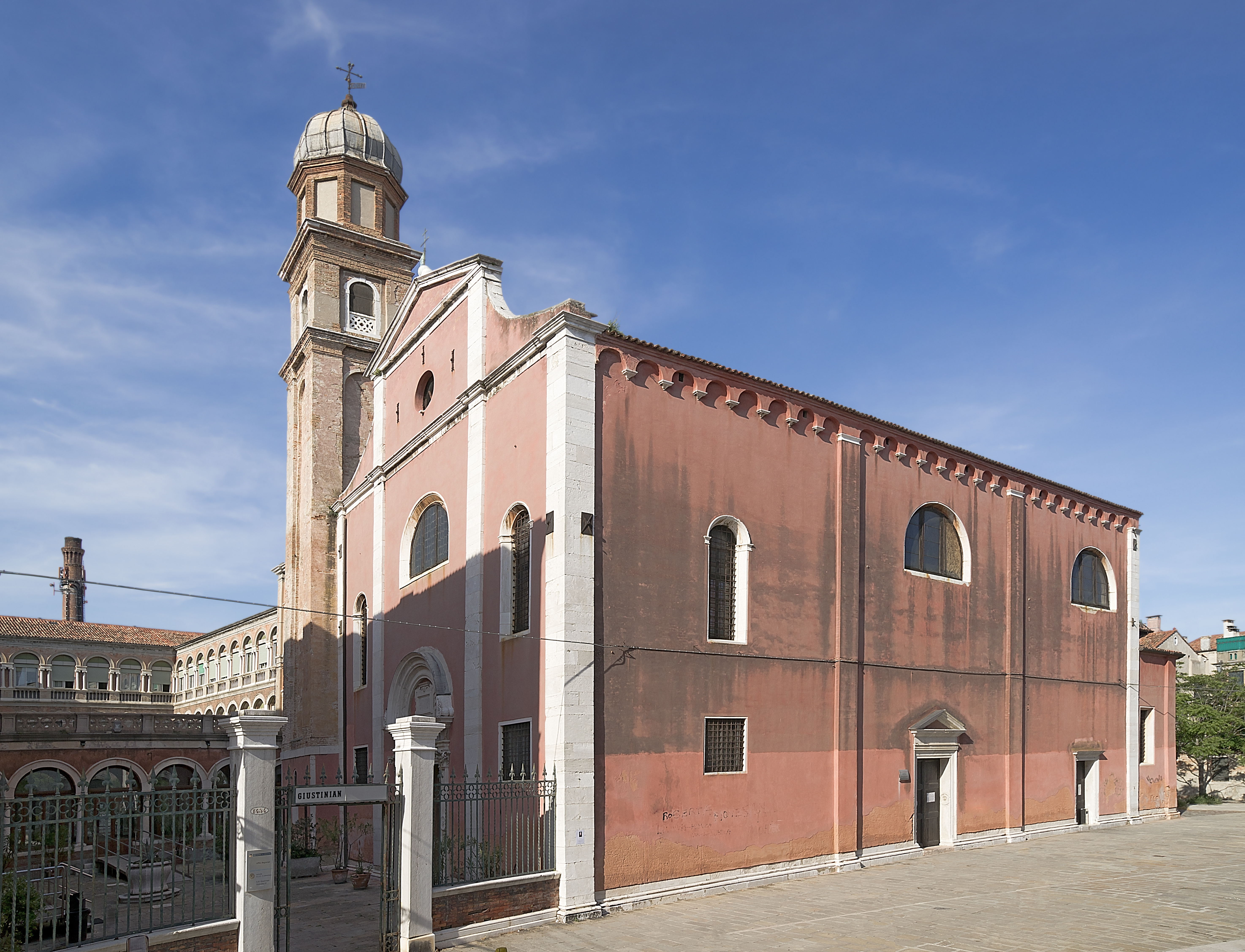
Chiesa di Ognissanti

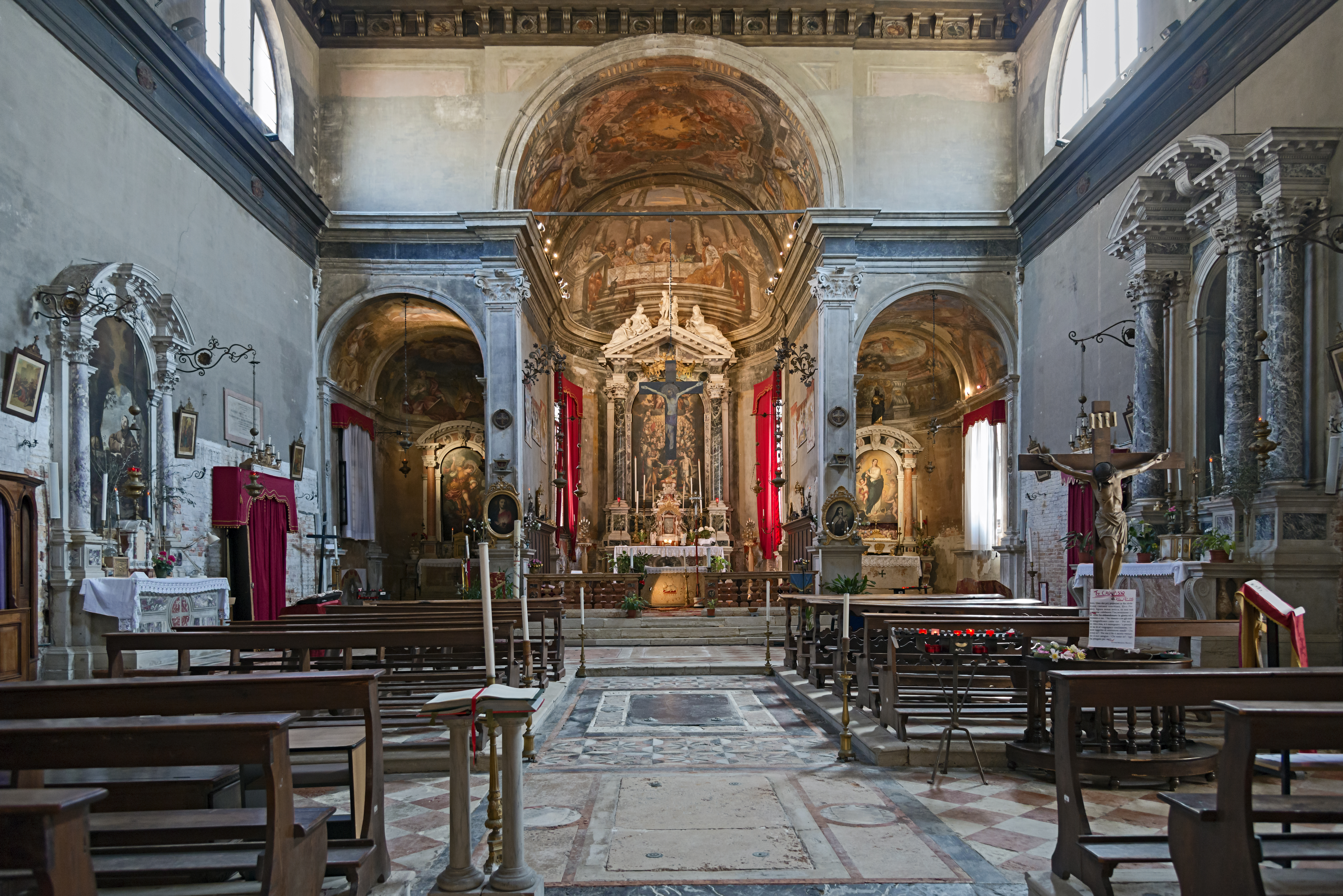
Interieur van de Chiesa di Ognissanti

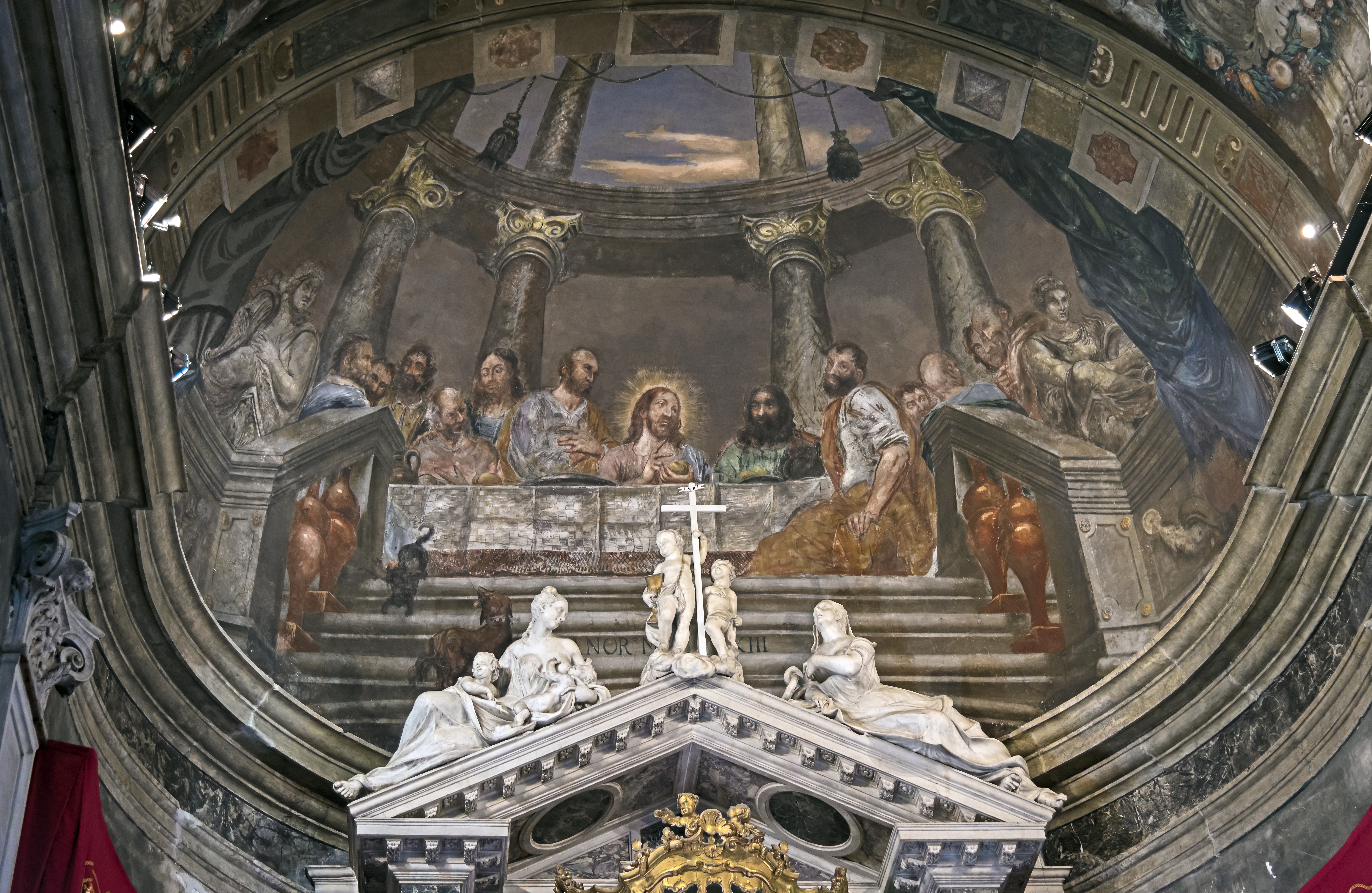
Fresco in het gewelf van het koor in de apsis

De Ognissanti (Italiaans: Chiesa di Ognissanti, vertaald: Allerheiligenkerk) is een 16e-eeuwse katholieke kerk in de sestiere Dorsoduro in de Italiaanse stad Venetië. De kerk is gewijd aan de Allerheiligen (Ognissanti).
De kerk ligt aan de kaai Fondamenta Ognissanti en aan het kanaal Rio del Ognissanti, op de kruising met de dwarsweg Ria Terà Ognissanti.

## Geschiedenis
In de 15e eeuw lag op de locatie van de huidige kerk een abdij van Cisterciënzerinnen, die hierheen waren verhuisd vanuit Torcello, het nabijgelegen eiland dat leed door toename van moerasgebied. In 1472 werd een hospice gebouwd met een bijgevoegd kerkje, dat te zien is op het plan van Venetië uit 1500 van Jacopo de' Barbari. Dit werd vervangen door het huidige bouwwerk, waarvan de bouw startte in 1505, en welke kerk werd ingewijd in 1586.
De kerk en de abdij werden in 1807 door Napoleon Bonaparte afgeschaft en bleven verlaten totdat Giambattista Giustinian ze liet herinrichten als herstelcentrum voor ouderen. Later werd het klooster een ziekenhuis, het Ospedale Geriatrico G.B. Giustinian, actief tot het midden van de jaren 1990, terwijl de kerk, onderdeel van het centrum of ziekenhuis, werd gebruikt voor religieuze functies voor herstelde mensen.
Het gebouwencomplex huisvest nog het UTAP Giustinian zorgcentrum, als onderdeel van en in beheer van de Azienda ULSS3 Serenissima ziekenhuisgroep.

## Buitenkant
De hoge voorgevel van de kerk is verdeeld in drie verticale traveeën, die overeenkomen met het schip en de zijbeuken van het interieur. Het portaal heeft een eenvoudige structuur, geflankeerd en bekroond door gebogen, grote ramen.
De kerk heeft een klokkentoren met barokke bol.

## Binnenkant
Op 13 maart 1673 ontving Agostino Litterini een belangrijke opdracht van abdis Teodora Sansonio voor de decoratie van de hoofdkapel, met de schilder Bologna Giacomo Grassi als assistent.
Litterini schilderde een fresco van Het Laatste Avondmaal in de apsis. Hij schilderde ook De glorie van het paradijs in het gewelf van dezelfde kapel. Een Kroning van Maria van de hand van Paolo Veronese uit 1586 is tegenwoordig te bezichtigen in de Galleria dell'Accademia in Firenze.